# Ngày phẫn nộ (phim 1967)
Ngày phẫn nộ (tiếng Ý: I giorni dell'ira, tiếng Đức: Der Tod ritt dienstags, tiếng Anh: Day of anger) là một phim Viễn Tây do Tonino Valerii đạo diễn và Riz Ortolani soạn nhạc, xuất phẩm ngày 21 tháng 12 năm 1967.

## Lịch sử
Truyện phim phỏng theo tiểu thuyết Tử thần cưỡi ngựa vào thứ Ba (Der Tod ritt dienstags) của tác giả Rolf Otto Becker.

## Nội dung
Scott là một thiếu niên mồ côi hành nghề hót phân ở thị trấn Clifton (Arizona). Y bị dân trong trấn khinh bỉ vì cha y là kẻ vô danh, còn mẹ y là một gái mại dâm tên Mary. Scott sống cùng bác Murph Allan Short (một tay súng bỏ nghề) và lão Bill chột hành nghề ăn xin.
Có một hôm, tay súng Frank Talby bước vào thị trấn và hạ sát Perkins - kẻ chuyên bắt nạt Scott. Scott nhận ra cơ hội đổi đời, bèn bỏ trấn theo Talby học làm sát thủ.
Talby dẫn Scott tới thị trấn Bowie giáp giới Mễ hòng thanh toán món nợ 50 vạn với Jack Hoang Dã. Sau khi diệt xong đảng Jack, y lại cùng Scott quay về Clifton.
Scott về chốn cũ với diện mạo hoàn toàn mới. Trong lúc Frank Talby dần thao túng thị trấn bằng võ lực, thì y hí hửng với vai trò tay súng được dân trong trấn nể sợ. Bất chấp những cảnh báo của già Murph - người tiết lộ thân phận là cựu cảnh trưởng từng chạm trán Talby - Scott cứ chìm sâu trong men đắc thắng.
Một dạo nọ, Frank Talby hạ sát viên cảnh trưởng Clifton, buộc già Murph Allan Short phải đứng ra nhận chức này. Ông mau chóng ra luật cấm súng nhưng rồi bị Talby hạ sát sau một cuộc tranh cãi.
Trước khi chết, Murph để cho Scott thư tuyệt mạng cùng khẩu súng từng thuộc về Doc Holliday. Scott bàng hoàng, bèn lập kế hoạch trả thù Frank Talby, kết thúc chuỗi ngày sóng gió trong thị trấn.

## Kĩ thuật
Phim được quay chủ yếu tại Cinecittà cùng một số địa điểm Tây Ban Nha năm 1967.

### Sản xuất
- Hòa âm: Pietro Vesperini
- Phục trang: Maria Baroni, Carlo Simi

### Diễn xuất
- Giuliano Gemma as Scott Mary
- Lee Van Cleef as Frank Talby
- Walter Rilla as Murph Allan Short
- Andrea Bosic as Abel Murray
- Al Mulock as Jack Hoang Dã
- Lukas Ammann as Judge Cutcher
- Anna Orso as Eileen Cutcher
- Ennio Balbo as Turner
- José Calvo (as Pepe Calvo) as Bill Chột
- Christa Linder as Gwen
- Giorgio Gargiullo as Cảnh trưởng Nigel
- Yvonne Sanson as Vivien Skill
- Benito Stefanelli as Owen White
- Franco Balducci as Slim
- Paolo Magalotti as Deputy Cross
- Ferruccio Viotti as Sam Corbitt
- Romano Puppo as Hart Perkins
- Vladimir Medar as Già Perkins
- Ricardo Palacios as Chủ tửu điếm ở Bowie
- Natale Nazareno as Wild Jack's Henchman
- Román Ariznavarreta as Wild Jack's Henchman
- Virgilio Gazzolo as Mr. Barton
- Eleonora Morana as Mrs. Barton
- Fulvio Mingozzi as Bank Teller
- Giancarlo Bastianoni as Talby's Henchman
- Angelo Susani as Talby's Henchman
- Nino Nini as Y sĩ Cullen
- Karl-Otto Alberty as Blonde Deputy with Harmonica
- Omero Capanna as Perkins' Henchman

Nguồn: